# Сува (Наґано)

36°2′21″ пн. ш. 138°6′51″ сх. д. / 36.03917° пн. ш. 138.11417° сх. д.
Су́ва (яп. 諏訪市, いいだし, МФА: [suwa ɕi̥]) — місто в Японії, в префектурі Наґано.

## Короткі відомості
Розташоване в центральній частині префектури, на березі озера Сува. Виникло на основі призамкового містечка самурайського роду Сува та постоялого містечка на Кайському шляху. В ранньому новому часі було столицею автономного уділу Сува. Отримало статус міста 1941 року. Основою економіки є броварницвто, туризм, виробництво електротоварів, високоточної техніки, годинників, фотоапаратів. В місті розташовані стародавнє синтоїстське святилище Сува та гарячі джерела Камі-Сува. Станом на 1 квітня 2009 площа міста становила 109,06 км². Станом на 1 липня 2011 населення міста становило 50 996 осіб.